# 宮城県柴田高等学校
宮城県柴田高等学校（みやぎけん しばたこうとうがっこう）は、宮城県柴田郡柴田町大字本船迫字十八津入にある県立高等学校。

## 設置学科
- 全日制
  - 普通科
  - 体育科

## 部活動
- 運動部
  - 陸上競技
  - 柔道
  - 剣道
  - 野球（2021年春〈第93回〉出場[1]）1回戦敗退
  - 水球・水泳
  - バレーボール
  - バスケットボール
  - ウエイトリフティング
  - 体操
  - サッカー
  - ソフトテニス
  - 卓球
  - ソフトボール
- 文化部
  - 囲碁・将棋
  - 演劇
  - 家庭
  - サイエンス
  - 音楽(吹奏楽)
  - 音楽(軽音楽)
  - 茶華道
  - 美術
  - 書道

## 沿革
- 1986年（昭和61年） - 開校

## アクセス
- JR東日本東北本線船岡駅から徒歩25分

## 主な卒業生
- 熊原健人 - 元プロ野球選手
- 小坂誠 - 元プロ野球選手
- 佐藤優悟 - プロ野球選手
- 水戸まなみ - シンガーソングライター
- 渡邉和也 - 陸上選手（短距離走）、2014年世界リレーの4×400mリレー日本代表
- 鈴木 曉  - 6人組ダンス＆ボーカルグループWATWINGのボーカルリーダー